# Bart van de Roer
Bart van de Roer (1972) is een Nederlands pianist.

## Opleiding
Van de Roer kreeg zijn eerste pianolessen op negenjarige leeftijd. In 1997 sloot hij zijn studie aan het Sweelinck Conservatorium in Amsterdam bij Jan Wijn af. Tijdens zijn studie volgde hij masterclasses bij onder anderen György Sebök en na zijn studie volgde hij lessen bij onder meer Rudolf Jansen, Menahem Pressler, Peter Frankl, het Vermeer Quartet, Cristina Ortiz en Eugen Indjic.

## Prijzen en onderscheidingen
Van de Roer won prijzen op onder andere het Prinses Christina Concours, het Steinway Concours en het Postbank Sweelinck Concours. In 1996 won hij de eerste prijs op het Internationale Tromp Muziek Concours in Eindhoven.

## Activiteiten
In 1997 maakte hij zijn officiële recitaldebuut in het Concertgebouw in Amsterdam. Sindsdien gaf hij concerten in Nederland, België, Duitsland, Tsjechië, Ierland, Zwitserland en de Verenigde Staten. 
Als solist speelde hij met onder andere het Residentie Orkest, Het Brabants Orkest, Het Gelders Orkest, het Janáček Philharmonic Orchestra, het Nationaal Orkest van België, het Collegium Instrumentale Brugense en het Nederlands Studenten Orkest. Als solist maakte hij cd opnames met onder andere het Nederlands Philharmonisch Orkest (pianoconcert van Leo Smit) en het Nederlands Ballet Orkest (pianoconcert van Peter van Onna).
Van de Roer is ook actief in de kamermuziek. In 1996 richtte hij samen met Marc Vossen en Wouter Vossen het pianotrio Storioni Trio op. Met dit trio speelde hij op belangrijke podia en festivals in Nederland en daarbuiten (onder andere Concertgebouw Amsterdam, Wigmore Hall Londen, Carnegie Hall en Frick Collection in New York en het Kuhmo Festival in Finland). Hun repertoire omvat alle belangrijke werken voor pianotrio, van Joseph Haydn tot aan speciaal voor het Trio geschreven opdrachtwerken. Het Storioni Trio neemt op het Pentatone label de grote trio's op (Beethoven, Schubert, Brahms) en is artistiek leider van het jaarlijkse Storioni Festival. Het trio maakte kamermuziek met onder anderen Gidon Kremer, Vladimir Mendelssohn, Emma Johnson, Peter Frankl, Dmitri Sitkovetski, Nobuko Imai, Igor Naidin (Borodin Quartet), Skampa Kwartet, Peter Sadlo, Johannette Zomer en Niek de Groot.
Het trio speelde met onder andere het Münchener Kammerorchester, het Noord Nederlands Orkest, deFilharmonie van Vlaanderen, RTE Orchestra Dublin, Orchestre Royal de Wallonie met de tripelconcerten van Ludwig van Beethoven en Kevin Volans.
Van de Roer is hoofdvakdocent klassiek piano en kamermuziek aan het Rotterdams Conservatorium Codarts.